# 前632年
| 千纪： | 前1千纪 |
| 世纪： | 前8世纪 \| 前7世纪 \| 前6世纪 |
| 年代： | 前660年代 \| 前650年代 \| 前640年代 \| 前630年代 \| 前620年代 \| 前610年代 \| 前600年代                                                                                               |
| 年份： | 前637年 \| 前636年 \| 前635年 \| 前634年 \| 前633年 \| 前632年 \| 前631年 \| 前630年 \| 前629年 \| 前628年 \| 前627年                                                                 |
| 纪年： | 周襄王二十年 魯僖公二十八年 齊昭公元年 晉文公五年 秦穆公二十八年 宋成公五年 楚成王四十年 衛成公三年 陳穆公十六年 蔡庄侯十四年 曹共公二十一年 郑文公四十一年 燕襄公二十六年 杞桓公五年 |

## 大事记
- 晉文公出兵討伐曹國，俘虜曹共公。
- 晉文公爲了報以前路過衛國，而衛文公無禮和衛不援救宋國之仇，討伐了衛國，並把衛國一部分土地分送給宋國，大夫元咺趁衛成公被晉國囚禁在洛邑期間，推舉公子瑕為衛國君主。不久，後遭政變，公子瑕連同元咺遭衛國大夫周顓、治廑所殺。
- 城濮之战
- 晉文公邀集齊國、陳國、魯國、宋國、蔡國、鄭國、衛國、莒國等諸侯國召開踐土之盟。
- 二月，郤縠去世，先軫繼任為中軍將。
- 晉文公出三支軍隊以抵禦狄，荀林父將中行、屠擊將右行、先蔑將左行，從此荀林父以中行為氏。

## 逝世
- 成得臣，字子玉。楚成王時令尹，楚晉城濮之戰時戰敗，率殘部歸國途中受責，於連谷引咎自殺。
- 郤縠，春秋时代晋国公族，也是晋国第一任中军将。
- 公子瑕，衞文公之子、衛成公之弟，曾擔任衛國君主不到一年。
- 元咺，中国春秋时期卫国的大夫。